# Neluwa Division
Neluwa Division är en division i Sri Lanka.   Den ligger i distriktet Galle District och provinsen Southern Province, i den södra delen av landet, 90 km sydost om huvudstaden Colombo. Antalet invånare är 28 541.